# Агломерация Порту-Алегри (мезорегион)

Агломерация Порту-Алегри на карте.

Агломерация Порту-Алегри (порт. Mesorregião Metropolitana de Porto Alegre) — административно-статистический мезорегион в Бразилии, входит в штат Риу-Гранди-ду-Сул. Население составляет 4 742 302 человека (на 2010 год). Площадь — 29 831,181 км². Плотность населения — 158,97 чел./км².

## Демография
Согласно сведениям, собранным в ходе переписи 2010 г. Национальным институтом географии и статистики (IBGE), население мезорегиона составляет:
| Полное население                            | Полное население                            | Полное население                            | Полное население                            | 4 742 302 |
| ------------------------------------------- | ------------------------------------------- | ------------------------------------------- | ------------------------------------------- | --------- |
| в том числе:                                | Городское население                         | 4 453 785                                   | Процент городского населения, %             | 93,92     |
|                                             | Сельское население                          | 288 517                                     | Процент сельского населения, %              | 6,08      |
|                                             | Мужское население                           | 2 288 767                                   | Процент мужского населения, %               | 48,26     |
|                                             | Женское население                           | 2 453 535                                   | Процент женского населения, %               | 51,74     |
| Плотность населения, чел/км²                | Плотность населения, чел/км²                | Плотность населения, чел/км²                | Плотность населения, чел/км²                | 158,97    |
| Население мезорегиона в % к населению штата | Население мезорегиона в % к населению штата | Население мезорегиона в % к населению штата | Население мезорегиона в % к населению штата | 44,35     |

## Статистика
- Валовой внутренний продукт на 2003 составляет 56 849 814 510,00 реалов (данные: Бразильский институт географии и статистики).
- Валовой внутренний продукт на душу населения на 2003 составляет 12 193,99 реалов (данные: Бразильский институт географии и статистики).
- Индекс развития человеческого потенциала на 2000 составляет 0,822 (данные: Программа развития ООН).

## Состав мезорегиона
В мезорегион входят следующие микрорегионы:
1. Камакан
2. Грамаду-Канела
3. Монтенегру
4. Озориу
5. Порту-Алегри
6. Сан-Жерониму